# Monte-Leone-Hütte
Die Monte-Leone-Hütte ist eine Berghütte der Sektion Sommartal des SAC.

## Geschichte
Die ehemalige Armeebaracke nahe dem Simplonpass im Schweizer Kanton Wallis, die zur Sicherung der Landesgrenze gedient hatte, wurde 1990 zu einer Berghütte umgebaut und aufgrund ihrer Lage an der Nordflanke des Monte Leone Monte-Leone-Hütte genannt. Die Hütte wird von Ende Juni bis Mitte September bewirtet.

## Lage und Umgebung

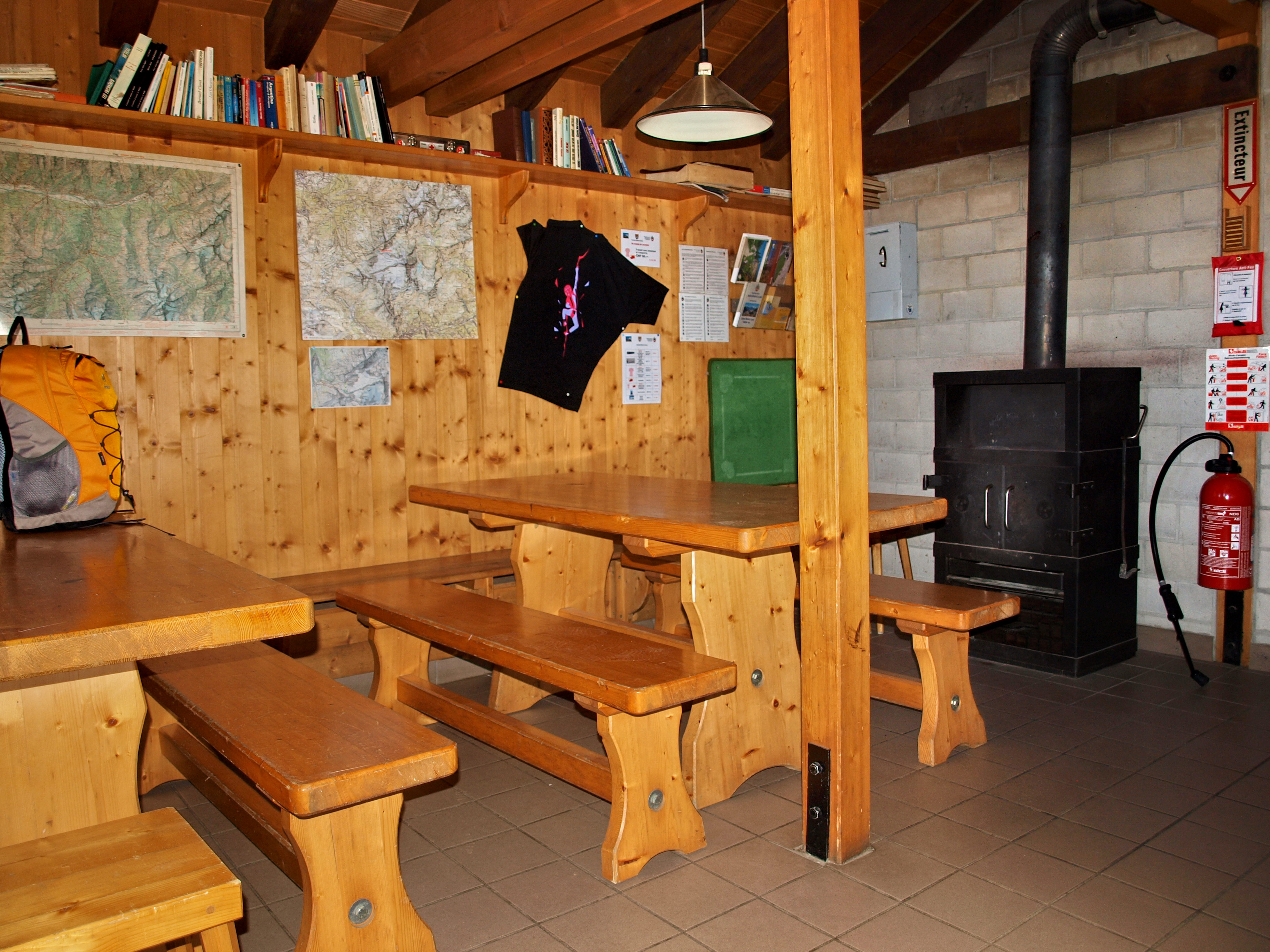
Wohnraum der Monte Leone Hütte (2011)

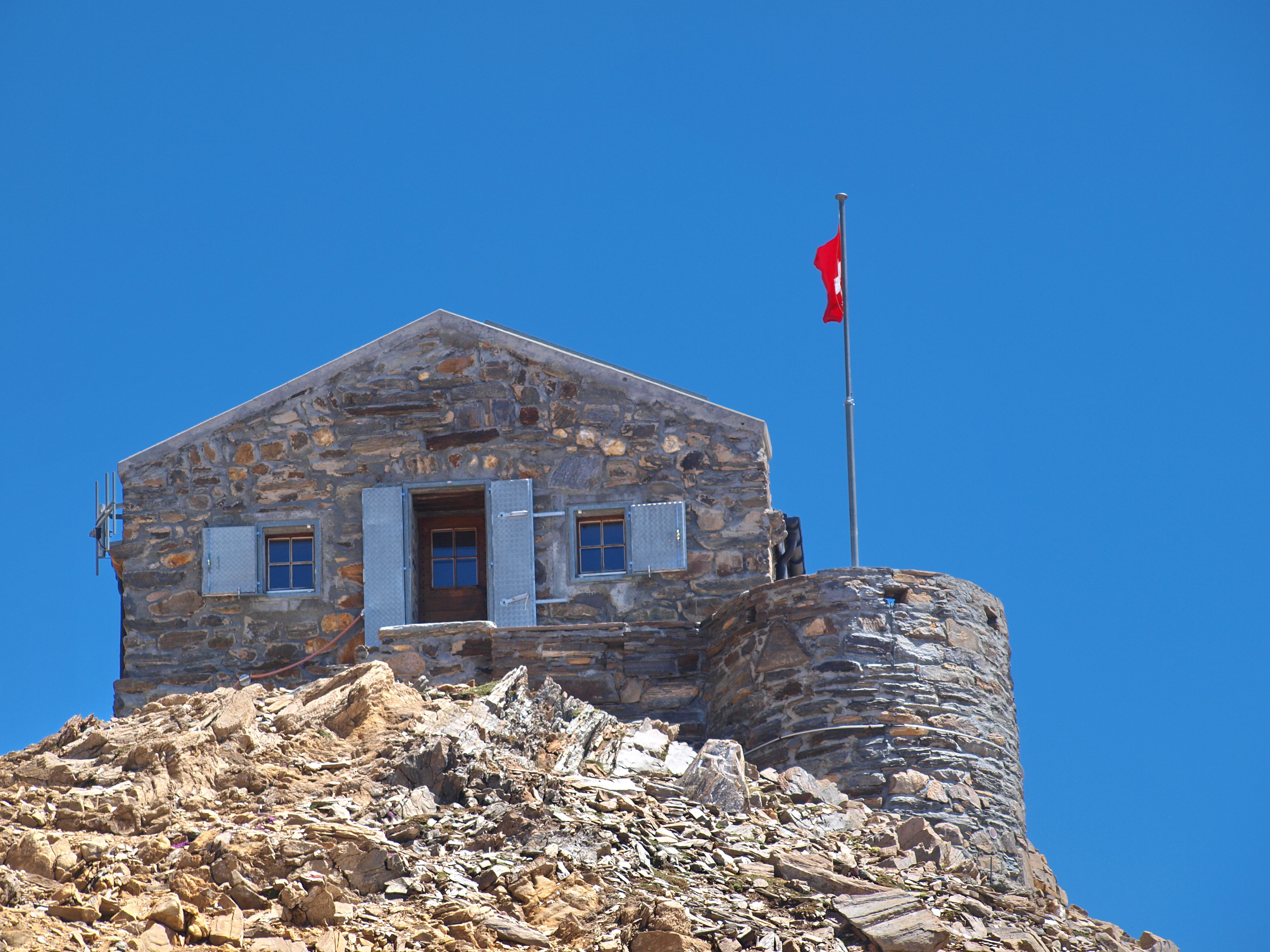
Monte Leone Hütte

Die Hütte befindet sich auf 2848 m ü. M. an der Südflanke des Wasenhorns und an der Nordflanke des Monte Leone unmittelbar an der italienischen Grenze. Sie wird vom Simplonpass (2005 m) her in einer etwa dreistündigen Wanderung erreicht. Von der Hütte aus können das Mäderhorn (2850 m), das Wasenhorn (3246 m), der Monte Leone (3553 m), das Breithorn (3366 m) und das Hübschhorn (3192 m) bestiegen werden. Von der Hütte aus hat man Sicht auf den Chaltwassergletscher. Über den Kaltwasserpass kann man nach Italien zur Alpe Veglia wandern.